# Vydeniai
Vydeniai är en ort i Litauen. Den ligger i den södra delen av landet, 70 km sydväst om huvudstaden Vilnius. Vydeniai ligger 168 meter över havet och antalet invånare är 413.
Terrängen runt Vydeniai är platt. Runt Vydeniai är det glesbefolkat, med 13 invånare per kvadratkilometer. Närmaste större samhälle är Varėna, 11,4 km väster om Vydeniai. I omgivningarna runt Vydeniai växer i huvudsak blandskog.